# 1730 Marceline
1730 Marceline eller 1936 UA är en asteroid i huvudbältet, som upptäcktes den 17 oktober 1936 av den franska astronomen Marguerite Laugier i Nice. Den har fått sitt namn efter karaktären Marceline i den franske författaren André Gides novell, L'Immoraliste.
Asteroiden har en diameter på ungefär 15 kilometer.